# Microporina
Microporina is een mosdiertjesgeslacht uit de familie van de Microporidae en de orde Cheilostomatida. De wetenschappelijke naam ervan is in 1909 voor het eerst geldig gepubliceerd door Levinsen.

## Soorten
- Microporina articulata (Fabricius, 1821)
- Microporina elongata (Hincks, 1880)
- Microporina ivanovi Gontar, 1993
- Microporina japonica Canu & Bassler, 1929
- Microporina okadai Silén, 1941

Niet geaccepteerde soort:
- Microporina borealis (Busk, 1855) → Microporina articulata (Fabricius, 1821)